# Chilton (Suffolk)
Chilton – wieś w Anglii, w hrabstwie Suffolk, w dystrykcie Babergh. Leży 28 km na zachód od miasta Ipswich i 86 km na północny wschód od Londynu. W 2001 miejscowość liczyła 373 mieszkańców.